# Gonzalo P. García
Comandante Gonzalo Pérez García, militar español, (n. en Toledo, España - m. en Diwaniya, Irak el 4 de febrero de 2004). 

## Biografía
Nació en Toledo, España, llevaba 23 años en la Guardia Civil Española, fue Jefe de Seguridad de la Brigada «Plus Ultra II» en asesoramiento y seguridad del general jefe de la Brigada Fulgencio Coll desplegada en Diwaniya (Irak) y estaba casado y tenía tres hijas.

## Muerte
Sufrió una herida en combate  justo en la cabeza, en la localidad de Hamsa, la muerte se produjo días después en el Hospital Gómez Ulla de Madrid donde fue trasladado, tras sufrir un «empeoramiento brusco» de su situación neurológica y entrara en estado de «muerte cerebral», tenía 42 años al momento de su deceso. 
Nada más producirse su fallecimiento, los Reyes de España enviaron telegramas de pésame a la viuda y al director general de la Guardia Civil Española.
Había estado implicado en el llamado Caso Zabalza por lo que fue investigado, siendo cerrado el caso por falta de pruebas 